# Isao Yoneda
Isao Yoneda (米田 功?, Isao Yoneda; Amburgo, 20 agosto 1977) è un ex ginnasta giapponese.

## Palmarès
Olimpiadi
- 2 medaglie:
  - 1 oro (concorso a squadre ad Atene 2004)
  - 1 bronzo (sbarra ad Atene 2004)